# Racing Club de Cannes 2007-2008
Questa voce raccoglie le informazioni riguardanti il Racing Club de Cannes nelle competizioni ufficiali della stagione 2007-2008.

## Organigramma societario
Area direttiva
- Presidente: Anny Courtade

Area tecnica
- Allenatore: Yan Fang

## Rosa
| N° | Nome                | Ruolo | Data di nascita   | Nazionalità sportiva |
| -- | ------------------- | ----- | ----------------- | -------------------- |
| 1  | Nabila Chihab       | C     | 5 settembre 1984  | Italia               |
| 4  | Dong Jia-Yi         | P     | 28 ottobre 1980   | Cina                 |
| 5  | Eva Janeva          | S     | 31 luglio 1985    | Bulgaria             |
| 6  | Véronika Hudima     | S     | 8 luglio 1988     | Francia              |
| 7  | Elif Ağca           | P     | 10 febbraio 1984  | Turchia              |
| 9  | Anna Rybaczewski    | S     | 23 marzo 1982     | Francia              |
| 10 | Oleksandra Fomina   | L     | 4 maggio 1975     | Ucraina              |
| 12 | Victoria Ravva      | C     | 31 ottobre 1975   | Francia              |
| 13 | Nadia Centoni       | O     | 19 giugno 1981    | Italia               |
| 16 | Akiko Ino           | L     | 28 settembre 1986 | Giappone             |
| 16 | Leslie Turiaf       | S     | 15 maggio 1986    | Francia              |
| 17 | Strašimira Filipova | C     | 18 agosto 1985    | Bulgaria             |
| 18 | Zhang Jing          | C     | 14 ottobre 1979   | Cina                 |
| -  | Julie Casamento     | C     | -                 | Francia              |
| -  | Laetitia Finninger  | C     | -                 | Francia              |
| -  | Sephora Matinda     | C     | -                 | Francia              |